# Dolbina grisea
Dolbina grisea là một loài bướm đêm thuộc họ Sphingidae. Loài này có ở phía bắc Pakistan, Kashmir, phía đông Afghanistan, Tajikistan và phía tây Gissar Mountains of phía nam Uzbekistan. The habitat consists of light, temperate montane forest, bao gồm juniper woodland.
Sải cánh khoảng 50–64 mm. Cá thể trưởng thành mọc cánh vào đầu tháng 4, từ đầu tháng 6 tới tháng 8, và (sometimes) từ cuối tháng 9 tới đầu tháng 10.
Ấu trùng được ghi nhận ăn các loài Fraxinus potamophila ở Tajikistan.